# Cơ quan quản lý chuyển tiếp Liên Hợp Quốc tại Đông Timor
Cơ quan quản lý chuyển tiếp Liên Hợp Quốc tại Đông Timor (tiếng Anh: United Nations Transitional Administration in East Timor) được gọi là UNTAET, là cơ quan quản lý của Liên Hợp Quốc giữa năm 1999 và năm 2002 tại Đông Timor nhằm thực hiện các hoạt động gìn giữ hòa bình trong chính quyền chuyển tiếp khi thành lập.
Đông Timor tuyên bố độc lập khỏi Bồ Đào Nha vào năm 1975, nhưng đã nhanh chóng bị xâm lược và chiếm đóng bởi Indonesia. Vào ngày 30 tháng 8 năm 1999, dưới sự giám sát của Liên Hợp Quốc, một cuộc trưng cầu dân ý độc lập đã được tổ chức trên khắp Đông Timor, và đại đa số Đông Timor đã bỏ phiếu độc lập khỏi Indonesia. Vào ngày 25 tháng 10, theo Nghị quyết 1272 của Hội đồng Bảo an Liên Hợp Quốc, Cơ quan quản lý chuyển tiếp Liên Hợp Quốc tại Đông Timor đã được thành lập ở Đông Timor để thực hiện quản lý địa phương và các quyền lập pháp và hành pháp trong giai đoạn chuyển tiếp.
Vào ngày 20 tháng 5 năm 2002, Đông Timor chính thức độc lập và Chính quyền chuyển tiếp đã trao lại chế độ cho Chính phủ mới thành lập Đông Timor.

## Lịch sử
Nhiệm vụ của UNTAET được thành lập bởi các quy định của Nghị quyết 1272 của Hội đồng Bảo an vào ngày 25 tháng 10 năm 1999. Trong nghị quyết này, Hội đồng đã quyết định rằng UNTAET, ngoài việc đối phó với chính quyền chung của Đông Timor, còn phải duy trì trật tự xã hội, thiết lập chính quyền có hiệu quả, góp phần phát triển các dịch vụ dân sự và xã hội, thực hiện công tác viện trợ nhân đạo, thúc đẩy chính quyền mới tự chủ và hỗ trợ phát triển bền vững nền kinh tế địa phương.
Trụ sở chính được thành lập tại Dili. Được ủy quyền để triển khai tới 9 150 quân nhân và 1 640 cảnh sát dân sự. Cho đến tháng 3 năm 2002, còn có sự hỗ trợ của 737 nhân viên ngoại quốc và 1 745 người dân địa phương làm công nhân viên chức cho Liên Hợp Quốc. Tổng cộng có hai mươi chín quốc gia khác nhau cử quân đội đến và ba mươi chín nhân viên cảnh sát đã gửi. Số thương vong của UNTAET được các tài liệu của Liên Hợp Quốc ghi lại là 15 nhân viên quân sự, một sĩ quan cảnh sát và một quan sát viên quân sự.

## Độc lập
UNTAET, được thành lập vào ngày 25 tháng 10 năm 1999, đã kết thúc hoạt động vào ngày 20 tháng 5 năm 2002 với hầu hết các chức năng được giao cho chính phủ Đông Timor. Các lực lượng quân sự và cảnh sát đã được chuyển đến Phái đoàn hỗ trợ mới của Phái đoàn hỗ trợ Liên Hợp Quốc tại Đông Timor (UNMISET).